# Хантер, Лес
Лесли «Лес» Хантер (англ. Leslie "Les" Hunter; 16 августа 1942, Нашвилл, Теннесси, США — 27 марта 2020) — американский профессиональный баскетболист.

## Ранние годы
Лес Хантер родился в городе Нашвилл (штат Теннесси), учился в Нашвиллской школе Перл, в которой играл за местную баскетбольную команду.

## Студенческая карьера
В 1964 году Хантер окончил Университет Лойолы в Чикаго, где в течение трёх лет играл за команду «Лойола Рамблерс», в которой провёл успешную карьеру. При Хантере «Рамблерс» ни разу не выигрывали регулярный чемпионат и турнир конференции Mideastern, однако в 1963 году вышли в плей-офф студенческого чемпионата США. В том же году «Бродяги» стали чемпионами Национальной ассоциации студенческого спорта (NCAA), обыграв в финале в упорной борьбе (в овертайме) команду «Цинциннати Биркэтс» со счётом 60—58, которая выиграла два предыдущих турнира (1961—1962), сам же Хантер стал лучшим игроком своей команды, набрав в нём 16 очков и сделав 11 подборов.

## Профессиональная карьера
Играл на позиции тяжёлого форварда и центрового. В 1964 году был выбран на драфте НБА под 9-м номером командой «Детройт Пистонс», однако не провёл в её составе ни одного матча, а вскоре вместе с Бобом Ферри, Бейли Хауэллом, Уоли Джонсом и Доном Олом был обменян в клуб «Балтимор Буллетс» на Терри Дишингера, Дона Коджиса и Рода Торна, где выступал в течение одного сезона. Через два года Хантер заключил соглашение с клубом АБА «Миннесота Маскис», в котором тоже отыграл один сезон. Позже выступал за команды «Майами Флоридианс», «Нью-Йорк Нетс», «Кентукки Колонелс» и «Мемфис Тэмс», также выступавших в АБА. Всего за карьеру в НБА и АБА сыграл 468 игр, в которых набрал 5735 очков (в среднем 12,3 за игру), сделал 3224 подбора и 752 передачи.

## Личная жизнь
После завершения профессиональной карьеры Лес Хантер в 1976 году переехал в Канзас-Сити, где в течение десяти лет владел рестораном. Затем бывший баскетболист работал инструктором, целью которого является помощь студентам, которые по какой-либо причине не смогли получить диплом об окончании полной средней школы.

## Награды и почести
11 июля 2013 года в Овальном кабинете Белого Дома Хантер и его бывшие товарищи по команде «Лойола Рамблерс» Джон Иган, Джерри Харкнесс и Рон Миллер встретились с президентом США Бараком Обамой в ознаменование 50-летнего юбилея со дня победы баскетбольной команды в национальном чемпионате, единственной в истории университета. На сегодняшний день «Бродяги» являются единственной баскетбольной командой первого дивизиона NCAA, выигравшей студенческий чемпионат от штата Иллинойс. В сентябре 2013 года Хантер и весь состав чемпионской команды «Лойола Рамблерс» 1963 года был введён в Зал Спортивной Славы Чикаго. В ноябре того же года баскетбольная команда «Лойола Рамблерс» образца 1963 года была включена в студенческий Зал Славы баскетбола, к тому же она стала первой командой, введённой в Зал Славы.

## Статистика

### Статистика в НБА
| Сезон                                                                                    | Команда  | Регулярный сезон | Регулярный сезон | Регулярный сезон | Регулярный сезон | Регулярный сезон | Регулярный сезон | Регулярный сезон | Регулярный сезон | Регулярный сезон | Регулярный сезон | Регулярный сезон | Серия плей-офф | Серия плей-офф | Серия плей-офф | Серия плей-офф | Серия плей-офф | Серия плей-офф | Серия плей-офф | Серия плей-офф | Серия плей-офф | Серия плей-офф | Серия плей-офф |
| Сезон                                                                                    | Команда  | GP               | GS               | MPG              | FG%              | 3P%              | FT%              | RPG              | APG              | SPG              | BPG              | PPG              | GP             | GS             | MPG            | FG%            | 3P%            | FT%            | RPG            | APG            | SPG            | BPG            | PPG            |
| ---------------------------------------------------------------------------------------- | -------- | ---------------- | ---------------- | ---------------- | ---------------- | ---------------- | ---------------- | ---------------- | ---------------- | ---------------- | ---------------- | ---------------- | -------------- | -------------- | -------------- | -------------- | -------------- | -------------- | -------------- | -------------- | -------------- | -------------- | -------------- |
| 1964/65                                                                                  | Балтимор | 24               |                  | 4,8              | 28,1             |                  | 42,9             | 2,1              | 0,5              |                  |                  | 1,8              | Не участвовал  | Не участвовал  | Не участвовал  | Не участвовал  | Не участвовал  | Не участвовал  | Не участвовал  | Не участвовал  | Не участвовал  | Не участвовал  | Не участвовал  |
|                                                                                          | Всего    | 24               |                  | 4,8              | 28,1             |                  | 42,9             | 2,1              | 0,5              |                  |                  | 1,8              | Не участвовал  | Не участвовал  | Не участвовал  | Не участвовал  | Не участвовал  | Не участвовал  | Не участвовал  | Не участвовал  | Не участвовал  | Не участвовал  | Не участвовал  |
| Наведите курсор мыши на аббревиатуры в заголовке таблицы, чтобы прочесть их расшифровку. |          |                  |                  |                  |                  |                  |                  |                  |                  |                  |                  |                  |                |                |                |                |                |                |                |                |                |                |                |